# Pakisztán hívójelkörzetei
Pakisztán jelenleg (2024) nincs felosztva hívójelkörzetekre.
Pakisztán számára az ITU az 6[P..S], A[P..S] hívójelprefixet határozta meg.
| Prefix  | Körzet | Hely/jelleg | ITU zóna | CQ zóna | 1 szintű QTH lokátor |
| ------- | ------ | ----------- | -------- | ------- | -------------------- |
| A[P..S] | [0..9] | Pakisztán   | 39       | 20      | ML, MM               |
| 6[P..S] | [0..9] | Pakisztán   | 39       | 20      | ML, MM               |

## Lajstromjel
Vízi és légi járművek lajstromjelezéséhez az AP prefixet használják.